# Râul Turbata (Filipești)
Râul Turbați este un curs de apă, afluent al râului Siret. 